# All Saints (Devon)
Pour les articles homonymes, voir All Saints.
All Saints est un village et une paroisse civile du Devon, situé dans l'Angleterre du Sud-Ouest. 